# Некля (гмина)
Некля (пол. Nekla) — гмина (волость) в Польше, входит как административная единица в Вжесьнёвский повет, Великопольское воеводство. Население — 6598 человек (на 2004 год).

## Сельские округа
1. Барчизна
2. Хвалшице
3. Гонсёрово
4. Герлатово
5. Кокошки
6. Мала-Гурка
7. Мыстки
8. Некелька
9. Опатувко
10. Подстолице
11. Рацлавки
12. Старчаново
13. Стемпоцин
14. Строшки
15. Таргова-Гурка
16. Засутово

## Соседние гмины
1. Гмина Чернеево
2. Гмина Доминово
3. Гмина Костшин
4. Гмина Победзиска
5. Гмина Вжесня